# 朴一圭
朴 一圭（ぱく いるぎゅ、1989年12月22日 - ）は、埼玉県出身のプロサッカー選手。Jリーグ・横浜F・マリノス所属。ポジションはゴールキーパー（GK）。

## 来歴

### アマチュア～藤枝MYFC・FC琉球時代
1989年、埼玉県に生まれる。
2012年、朝鮮大学校からJFLの藤枝MYFCに加入。2013年、関東1部のFC KOREAに移籍。同年の国体では東京都選抜に選出され、準優勝した。
2014年より再び藤枝に移籍した。
2016年よりFC琉球に完全移籍で加入。正GKを務め、2018年のJ3優勝とJ2昇格に貢献した。

### 横浜F・マリノス時代（第1次）
2019年、J1の横浜F・マリノスへ完全移籍。前年J3でプレーしていた朴にとっては2カテゴリー昇格で、29歳で初のトップカテゴリー挑戦となった。シーズン序盤は控えであったが、J1第5節・サガン鳥栖戦で飯倉大樹からポジションを奪うと、途中離脱はありながらも正GKに定着。J1第34節・FC東京戦では得点機会阻止のファウルにより退場処分を受けた。リーグ戦でGKとしてはチーム最多の25試合に出場し優勝に貢献した。シーズン終了後、優秀選手賞に選出された。
2020年は前年のリーグ制覇に伴い出場権を得たACLにおいて、外国人枠との兼ね合いで朴はメンバー外となり、グループステージ第1節、第2節では新加入の梶川裕嗣が代わりにゴールを守った。その後新型コロナウイルス感染拡大に伴いACLの日程が再編され、11月下旬からの集中開催となった為、ACLメンバー登録外となった場合は約1か月間実戦から遠ざかる事となった。以上の事情を考慮し、横浜FMからの移籍を決断した。

### サガン鳥栖時代
2020年10月25日にサガン鳥栖へ期限付き移籍で加入した。リーグ第26節の名古屋グランパス戦から先発起用されるとそのまま最終節まで先発の座を確保した。
2021年、サガン鳥栖に完全移籍。前年から引き続き先発出場を続けると、開幕6試合連続無失点を達成。更に自身プロ初のリーグ戦全試合出場を達成し、リーグ3位の35失点に抑えるなどチームの7位進出に貢献をした。翌2022年も2年連続で全試合フルタイム出場を達成。
2022年11月、日本国籍を取得。長くJ1でプレーしたい意向がある中で外国人枠が出場機会や移籍のオファーを奪いかねないことが国籍変更を決断するきっかけと語っている。また、国を背負って戦うことは誰もができることではなく、その誇りやプレッシャーを感じてみたいとして日本代表入りを目指す意向も示した。
2023年シーズンからJリーグが選手の背番号を「99」まで着用可能としたことを受けて、背番号を「40」からサガン鳥栖の永久欠番に制定されている「17」を逆にした「71」に変更した。

### 横浜F・マリノス時代（第2次）
2024年12月13日、横浜F・マリノスへ完全移籍することが発表された。4年ぶりの復帰となる。

## 所属クラブ
- HAN FC
- 東京朝鮮中高級学校[6]
- 朝鮮大学校[6]
- 2012年 藤枝MYFC[6]
- 2013年 FC KOREA[6]
- 2014年 - 2015年 藤枝MYFC[6]
- 2016年 - 2018年 FC琉球
- 2019年 - 2020年 横浜F・マリノス
  - 2020年10月 - 同年12月 サガン鳥栖（期限付き移籍）
- 2021年 - 2024年 サガン鳥栖
- 2025年 - 横浜F・マリノス

## 個人成績
| 国内大会個人成績 | 国内大会個人成績 | 国内大会個人成績 | 国内大会個人成績 | 国内大会個人成績 | 国内大会個人成績 | 国内大会個人成績 | 国内大会個人成績 | 国内大会個人成績 | 国内大会個人成績 | 国内大会個人成績 | 国内大会個人成績 |
| 年度             | クラブ           | 背番号           | リーグ           | リーグ戦         | リーグ戦         | リーグ杯         | リーグ杯         | オープン杯       | オープン杯       | 期間通算         | 期間通算         |
| 年度             | クラブ           | 背番号           | リーグ           | 出場             | 得点             | 出場             | 得点             | 出場             | 得点             | 出場             | 得点             |
| 日本             | 日本             | 日本             | 日本             | リーグ戦         | リーグ戦         | リーグ杯         | リーグ杯         | 天皇杯           | 天皇杯           | 期間通算         | 期間通算         |
| ---------------- | ---------------- | ---------------- | ---------------- | ---------------- | ---------------- | ---------------- | ---------------- | ---------------- | ---------------- | ---------------- | ---------------- |
| 2012             | 藤枝             | 16               | JFL              | 16               | 0                | -                | -                | -                | -                | 16               | 0                |
| 2013             | KOREA            | 16               | 関東1部          | 15               | 0                | -                | -                | -                | -                | 15               | 0                |
| 2014             | 藤枝             | 26               | J3               | 32               | 0                | -                | -                | 2                | 0                | 34               | 0                |
| 2015             | 藤枝             | 1                | J3               | 33               | 0                | -                | -                | 3                | 0                | 36               | 0                |
| 2016             | 琉球             | 1                | J3               | 26               | 0                | -                | -                | 2                | 0                | 28               | 0                |
| 2017             | 琉球             | 1                | J3               | 27               | 0                | -                | -                | 0                | 0                | 27               | 0                |
| 2018             | 琉球             | 1                | J3               | 29               | 0                | -                | -                | 1                | 0                | 30               | 0                |
| 2019             | 横浜FM           | 1                | J1               | 25               | 0                | 3                | 0                | 2                | 0                | 30               | 0                |
| 2020             | 横浜FM           | 1                | J1               | 12               | 0                | 1                | 0                | -                | -                | 13               | 0                |
| 2020             | 鳥栖             | 40               | J1               | 10               | 0                | -                | -                | -                | -                | 10               | 0                |
| 2021             | 鳥栖             | 40               | J1               | 38               | 0                | 0                | 0                | 3                | 0                | 41               | 0                |
| 2022             | 鳥栖             | 40               | J1               | 34               | 0                | 2                | 0                | 2                | 0                | 38               | 0                |
| 2023             | 鳥栖             | 71               | J1               | 34               | 0                | 1                | 0                | 1                | 0                | 36               | 0                |
| 2024             | 鳥栖             | 71               | J1               | 38               | 0                | 1                | 0                | 0                | 0                | 39               | 0                |
| 2025             | 横浜FM           | 19               | J1               |                  |                  |                  |                  |                  |                  |                  |                  |
| 通算             | 日本             | 日本             | J1               | 191              | 0                | 8                | 0                | 8                | 0                | 207              | 0                |
| 通算             | 日本             | 日本             | J3               | 147              | 0                | -                | -                | 8                | 0                | 155              | 0                |
| 通算             | 日本             | 日本             | JFL              | 16               | 0                | -                | -                | -                | -                | 16               | 0                |
| 通算             | 日本             | 日本             | 関東1部          | 15               | 0                | -                | -                | -                | -                | 15               | 0                |
| 総通算           | 総通算           | 総通算           | 総通算           | 369              | 0                | 8                | 0                | 16               | 0                | 393              | 0                |

その他の公式戦
- 2013年
  - 第37回全国地域サッカーリーグ決勝大会 3試合0得点
- 2020年
  - FUJI XEROX SUPER CUP 1試合0得点
- J1初出場 - 2019年3月29日 第5節 サガン鳥栖戦（日産スタジアム）
- J3初出場 - 2014年3月9日 第1節 FC町田ゼルビア戦（町田市立陸上競技場）

## タイトル

### クラブ
FC KOREA
- 関東サッカーリーグ1部（2013年）

藤枝MYFC
- 静岡県サッカー選手権大会：2回（2014年、2015年）

FC琉球
- J3リーグ（2018年)
- タイムス杯争奪沖縄県サッカー選手権大会：3回（2016年、2017年、2018年）

横浜F・マリノス
- J1リーグ（2019年)

### 個人
- Jリーグ・優秀選手賞（2019年）